# Ponco Buwono
Julianto Pontjo Buwono, conocido artísticamente como Ponco Buwono (n. 5 de julio de 1972, Yakarta), es un actor, empresario y cantante indonesio. Se dio a conocer a finales de la década de los años 80, aproximadamente en 1989 cuando empezó a cantar solo covers perteneciente a otros artistas. En la década de los 90, su carrera empezó a crecer tanto como cantante como también como actor de telenovelas. Una de las telenovelas producidas en su país de origen que le hizo famoso, fue en Curtain of Love Ripped de 1998.

## Filmografía
- 3600 Detik (2014)
- Turangga (1990)

## Telenovelas
- Tirai Kasih Yang Terkoyak
- Fajar Cinta Merekah
- Bulan dan Bintang
- Heart Series
- Dewa
- Putri Bidadari
- Heart Series 2
- Bidadari-Bidadari Surga
- Misteri Toko Antik
- Marmut Merah Jambu Series
- Rahasia Cinta
- Romeo & Juminte

## Discografía
- Jangan Buang Waktu (1992)
- Coboy (1994)
- Biarkan Orang Bicara (1996)